# Roger de Pins
Roger de Pins ( – 1365. május 28.) a Jeruzsálemi Szent János Ispotályos Lovagrend francia születésű nagymestere volt.

## Élete
Pierre de Corneillan 1355-ös halála után Roger de Pinst választották meg a johannita rend nagymesterének. Új rendszabályokat vezetett be, hogy elősegítse a rend elsődleges feladatának, a rászorulók segítésének és a betegek ápolásának érvényesülését. Együttérző, jótékony emberként maradt fenn a neve. A rodoszi pestis idején gabonát vásárolt, majd szétosztotta a szegények között.
Nagymestersége alatt kezdték építeni a rend kórházát, amely később fegyverraktárként (Palazzo dell'Armeria) szolgált. Roger de Pins 1364-ben összehívta a rend legfőbb döntéshozó testületét, amely megtiltotta, hogy a világi johanniták ruhájukon viseljék a rend keresztjét és lovagnak szólíttassák magukat. Uralkodása alatt döntötte el a rend, hogy részt vesz az I. Péter ciprusi király által szervezett keresztes hadjáratban, amelynek célja Jeruzsálem visszafoglalása volt. A had 1365. október 4-én indult Rodoszról, de ezt de Pins már nem érte meg, mert májusban meghalt. Utóda Raymond Bérenger lett.